# A Música na Pintura
A Música na Pintura é uma lista de pinturas que constam na Wikidata como tendo representado algum instrumento musical, tema que foi tratado por um grande número de mestres pintores do passado.
Há provas de que a música é conhecida e praticada desde a pré-história, sendo a pintura rupestre um desses documentos. Provavelmente a observação dos sons da natureza tenha despertado no homem a necessidade de uma atividade baseada na organização de sons. A história da música confunde-se com a própria história do desenvolvimento da inteligência e da cultura humana, sendo a pintura uma dessas manifestações.
| Imagem | Título | Criador                                  | Data de publicação            | Parte de                                         | Coleção                                                                                             | Localização                                                                        |
| ------ | --- | ---------------------------------------- | ----------------------------- | ------------------------------------------------ | --------------------------------------------------------------------------------------------------- | ---------------------------------------------------------------------------------- |
|        | A Virgem e o Menino com pérgula de roseiras                                                               | Stefan Lochner                           | década de 1440                |                                                  | Museu Wallraf–Richartz                                                                              | Museu Wallraf–Richartz                                                             |
|        | Três músicos                                                                                              | Diego Velázquez                          | 1618                          |                                                  | Gemäldegalerie                                                                                      | Gemäldegalerie                                                                     |
|        | O Mal de Antíoco                                                                                          | Jean-Auguste Dominique Ingres            | 1840                          |                                                  | Museu Condé                                                                                         | Museu Condé                                                                        |
|        | O Êxtase de Santa Cecília                                                                                 | Rafael Sanzio                            | 1514                          |                                                  | Pinacoteca Nacional de Bolonha                                                                      | Pinacoteca Nacional de Bolonha                                                     |
|        | A matança do veado                                                                                        | Gustave Courbet                          | 1867                          |                                                  | Museu de Orsay Departamento de Pinturas do Louvre Musée des Beaux-Arts et d'Archéologie de Besançon | Musée des Beaux-Arts et d'Archéologie de Besançon                                  |
|        | Orchestra Musicians                                                                                       | Edgar Degas                              | 1872 década de 1870 1874      |                                                  | Museu Städel                                                                                        | Museu Städel                                                                       |
|        | O Desfile do Circo                                                                                        | Georges Seurat                           | 1887 1888                     |                                                  | Metropolitan Museum of Art                                                                          | Metropolitan Museum of Art                                                         |
|        | A Virgem e o Menino rodeados por oito anjos                                                               | Marco Zoppo                              | 1453 1455                     |                                                  | Departamento de Pinturas do Louvre                                                                  | Pinturas Italianas, Sala 5                                                         |
|        | Audição                                                                                                   | Jan Brueghel, o Velho Peter Paul Rubens  | 1618 década de 1610           | The Five Senses in Five Paintings                | Museu do Prado                                                                                      | Museu do Prado                                                                     |
|        | A Virgem e o Menino com quatro Anjos                                                                      | Gerard David                             | 1510                          |                                                  | Metropolitan Museum of Art                                                                          | Metropolitan Museum of Art                                                         |
|        | Natureza-morta Vanitas com estatueta                                                                      | Pieter Claesz                            | 1628                          |                                                  | Rijksmuseum                                                                                         | Rijksmuseum Amesterdão                                                             |
|        | The Musicians' Brawl                                                                                      | Caravaggio Georges de La Tour            | década de 1620                |                                                  | Museu J. Paul Getty                                                                                 | Getty Center                                                                       |
|        | Natureza-morta com livros, um globo e instrumentos musicais                                               | Jan Vermeulen                            | 1660                          |                                                  | Mauritshuis                                                                                         | Mauritshuis                                                                        |
|        | A Violinist and a Flutist Playing Music together (The Musicians)                                          | Julius Henricus Quinkhard                | 1755                          |                                                  | Rijksmuseum                                                                                         | Rijksmuseum                                                                        |
|        | Morte de Euridice                                                                                         | Josse de Momper                          | 1 de janeiro de 1632          |                                                  | Rijksmuseum                                                                                         | Rijksmuseum Amesterdão                                                             |
|        | Mulheres jovens perto do mar                                                                              | Eugene Humbert                           | década de 1850                |                                                  | Museu de Orsay                                                                                      | Museu de Orsay                                                                     |
|        | A bebida quente                                                                                           | Christophe Huet                          | 1750                          |                                                  | Birmingham Museum of Art                                                                            | Birmingham Museum of Art                                                           |
|        | Concerto                                                                                                  | Leonello Spada                           | década de 1610                |                                                  | Departamento de Pinturas do Louvre                                                                  | Sala 716 do Museu do Louvre                                                        |
|        | Os olímpicos: Vénus, Saturno e Mercúrio                                                                   | Paolo Veronese                           | década de 1550                |                                                  | Departamento de Pinturas do Louvre                                                                  | Louvre storage (depot)                                                             |
|        | Ressurreição de Cristo                                                                                    | Giovanni Baglione                        | década de 1600                |                                                  | Departamento de Pinturas do Louvre                                                                  | Room 727                                                                           |
|        | Peasants Making Music                                                                                     | Paolo Monaldi                            |                               |                                                  | Museu Nacional de Belas-Artes da Suécia                                                             | Museu Nacional de Belas-Artes da Suécia                                            |
|        | Concert of Musicians and Singers                                                                          | Pietro Paolini                           | década de 1620                |                                                  | Departamento de Pinturas do Louvre                                                                  | Louvre storage (depot)                                                             |
|        | A missa da Fundação da Ordem Trinitária                                                                   | Juan Carreño de Miranda Francisco Rizi   | 1666                          |                                                  | Departamento de Pinturas do Louvre                                                                  | Piazzetta (sala 14 do Museu do Louvre)                                             |
|        | A Virgem entronizada e o Menino rodeada de anjos                                                          | Gonçal Peris                             | século XV                     | Altarpiece of the Virgin Maître de Burgo de Osma | Departamento de Pinturas do Louvre                                                                  | Sala 730                                                                           |
|        | Dança chinesa                                                                                             | François Boucher                         | década de 1740                |                                                  | Musée des Beaux-Arts et d'Archéologie de Besançon Bibliothèque municipale de Besançon               | Musée des Beaux-Arts et d'Archéologie de Besançon Besançon                         |
|        | Poeta persa                                                                                               | Gustave Moreau                           | século XIX                    |                                                  | Museu Gustave-Moreau                                                                                | Museu Gustave-Moreau Paris                                                         |
|        | Enquanto os Velhos cantam, os Novos tocam gaita                                                           | Jacob Jordaens                           | 1638 século XVII              |                                                  | Departamento de Pinturas do Louvre Museu das Belas Artes de Valenciennes                            | Museu das Belas Artes de Valenciennes                                              |
|        | A canção de amor                                                                                          | Edward Burne-Jones                       | década de 1860                |                                                  | Metropolitan Museum of Art                                                                          | Metropolitan Museum of Art                                                         |
|        | Casamento Místico de de Santa Catarina                                                                    | Hans Memling                             | 1479                          |                                                  | Metropolitan Museum of Art Benjamin Altman                                                          | Metropolitan Museum of Art                                                         |
|        | The Serenade                                                                                              | Frans van Mieris                         | 1678                          |                                                  | Metropolitan Museum of Art                                                                          | Metropolitan Museum of Art                                                         |
|        | Sentimental Conversation                                                                                  | Quiringh van Brekelenkam                 | década de 1660                |                                                  | Metropolitan Museum of Art                                                                          | Metropolitan Museum of Art Kronberg im Taunus                                      |
|        | Uma festa musical                                                                                         | Gabriël Metsu                            | 1659                          |                                                  | Metropolitan Museum of Art                                                                          | Metropolitan Museum of Art                                                         |
|        | Dancers in the Rehearsal Room with a Double Bass                                                          | Edgar Degas                              | 1882                          |                                                  | Metropolitan Museum of Art                                                                          | Metropolitan Museum of Art                                                         |
|        | Concert Champêtre                                                                                         | Jean-Baptiste-Joseph Pater               | 1734                          |                                                  | Metropolitan Museum of Art                                                                          | Metropolitan Museum of Art                                                         |
|        | A Coroação da Virgem                                                                                      | Annibale Carracci                        | século XVI década de 1600     |                                                  | Metropolitan Museum of Art                                                                          | Metropolitan Museum of Art                                                         |
|        | Saint Mary Magdalen Holding a Crucifix; (reverse) The Flagellation                                        | Spinello Aretino                         | 1395                          |                                                  | Metropolitan Museum of Art                                                                          | Metropolitan Museum of Art                                                         |
|        | Madonna and Child with Angels                                                                             | Pietro di Domenico da Montepulciano      | 1420                          |                                                  | Metropolitan Museum of Art                                                                          | Metropolitan Museum of Art                                                         |
|        | Lucas van Uffel (morreu em 1637)                                                                          | Antoon van Dyck                          | década de 1620                |                                                  | Metropolitan Museum of Art                                                                          | Metropolitan Museum of Art                                                         |
|        | A investidura do bispo Harold como duque da Francónia                                                     | Giovanni Battista Tiepolo                | 1751                          |                                                  | Metropolitan Museum of Art                                                                          | Metropolitan Museum of Art                                                         |
|        | David | Lorenzo Monaco                           | 1408                          |                                                  | Metropolitan Museum of Art                                                                          | Metropolitan Museum of Art                                                         |
|        | The Musician                                                                                              | Bartholomeus van der Helst               | 1662                          |                                                  | Metropolitan Museum of Art                                                                          | Metropolitan Museum of Art                                                         |
|        | Cena de taberna                                                                                           | No/unknown value                         | século XVII                   |                                                  | Metropolitan Museum of Art                                                                          | Metropolitan Museum of Art                                                         |
|        | A glorificação da família Giustiniani                                                                     | Giovanni Domenico Tiepolo                | 1783                          |                                                  | Metropolitan Museum of Art                                                                          | Metropolitan Museum of Art                                                         |
|        | Saint Cecilia                                                                                             | Abraham van Diepenbeeck No/unknown value | século XVII                   |                                                  | Metropolitan Museum of Art                                                                          | Metropolitan Museum of Art                                                         |
|        | Portrait of Marianne Dorothy Harland (1759–1785), Later Mrs. William Dalrymple                            | Richard Cosway                           | 1 de janeiro de 1791          |                                                  | Metropolitan Museum of Art                                                                          | Metropolitan Museum of Art                                                         |
|        | Portrait of a Woman, Said to be Madame Charles Simon Favart (Marie Justine Benoîte Duronceray, 1727–1772) | François-Hubert Drouais                  | 1757                          |                                                  | Metropolitan Museum of Art                                                                          | Metropolitan Museum of Art                                                         |
|        | Cafe House, Cairo (fundição de balas)                                                                     | Jean-Léon Gérôme                         | década de 1880                |                                                  | Metropolitan Museum of Art                                                                          | Metropolitan Museum of Art                                                         |
|        | Soldier Playing the Theorbo                                                                               | Ernest Meissonier                        | 1865                          |                                                  | Metropolitan Museum of Art                                                                          | Metropolitan Museum of Art                                                         |
|        | Santa Ana entronizada com a Virgem e o Menino                                                             | Mestre de Osma                           | década de 1500                |                                                  | Metropolitan Museum of Art Senhora de Oliviera                                                      | Metropolitan Museum of Art                                                         |
|        | Um Encontro Musical na Corte do Eleitor Karl Albrecht da Baviera                                          | Peter Jakob Horemans                     | 1730                          |                                                  | Metropolitan Museum of Art                                                                          | Metropolitan Museum of Art                                                         |
|        | Alegoria da Poesia Lírica                                                                                 | François Boucher                         | 1753                          |                                                  | Metropolitan Museum of Art                                                                          | Metropolitan Museum of Art                                                         |
|        | Joseph e Karl August von Klein                                                                            | Heinrich Franz Schalck                   | 1810                          |                                                  | Metropolitan Museum of Art                                                                          | Metropolitan Museum of Art                                                         |
|        | Performers                                                                                                | Philip Guston                            | 1947                          |                                                  | Metropolitan Museum of Art                                                                          | Metropolitan Museum of Art                                                         |
|        | Gabriel                                                                                                   | Franklin C. Watkins                      | 1935                          |                                                  | Metropolitan Museum of Art                                                                          | Metropolitan Museum of Art                                                         |
|        | Rehearsal                                                                                                 | Vyacheslav Kalinin                       | 1982                          |                                                  | Metropolitan Museum of Art                                                                          | Metropolitan Museum of Art                                                         |
|        | Man with Goat                                                                                             | Vladimír Kompánek                        | 1985                          |                                                  | Metropolitan Museum of Art                                                                          | Metropolitan Museum of Art                                                         |
|        | Summer Night on Keap Street                                                                               | Willy Birch                              | 1988                          |                                                  | Metropolitan Museum of Art                                                                          | Metropolitan Museum of Art                                                         |
|        | Still Life                                                                                                | William Michael Harnett                  | 1888                          |                                                  | Metropolitan Museum of Art                                                                          | Metropolitan Museum of Art                                                         |
|        | Retrato de uma menina                                                                                     | Samuel Lovett Waldo                      | século XIX                    |                                                  | Metropolitan Museum of Art                                                                          | Metropolitan Museum of Art                                                         |
|        | Natureza Morta —Violino e Partitura                                                                       | William Michael Harnett                  | 1888                          |                                                  | Metropolitan Museum of Art                                                                          | Metropolitan Museum of Art                                                         |
|        | The Music Lesson                                                                                          | John George Brown                        | 1870                          |                                                  | Metropolitan Museum of Art                                                                          | Metropolitan Museum of Art                                                         |
|        | The Greek Lovers                                                                                          | Henry Peters Gray                        | 1846                          |                                                  | Metropolitan Museum of Art                                                                          | Metropolitan Museum of Art                                                         |
|        | Cena de Harém                                                                                             | Henry Siddons Mowbray                    | 1884                          |                                                  | Metropolitan Museum of Art                                                                          | Metropolitan Museum of Art                                                         |
|        | Natureza-morta com instrumentos musicais, livros e escultura                                              | Evaristo Baschenis                       | década de 1650                |                                                  | Museum Boymans-van Beuningen                                                                        | Museum Boymans-van Beuningen Roterdão                                              |
|        | Natureza-morta com Instrumentos de música                                                                 | No/unknown value                         | século XVII                   |                                                  | |                                                                                    |
|        | Santa Cecília com Contrabaixo e um Anjo segurando a Pauta                                                 | Bernardo Strozzi                         | século XVII                   |                                                  | No/unknown value                                                                                    |                                                                                    |
|        | Santa Cecília e o Anjo                                                                                    | Carlo Saraceni                           | década de 1610                |                                                  | Galeria Nacional de Arte Antiga                                                                     | Galeria Nacional de Arte Antiga                                                    |
|        | Corte | Edmund Leighton                          | 1903                          |                                                  | No/unknown value                                                                                    |                                                                                    |
|        | A lição de piano                                                                                          | Edmund Leighton                          | 1896                          |                                                  | No/unknown value                                                                                    |                                                                                    |
|        | Melpomene, Erato e Polímnia                                                                               | Eustache Le Sueur                        | década de 1650                |                                                  | Departamento de Pinturas do Louvre                                                                  | Sala 911                                                                           |
|        | Clio, Euterpe e Thalia                                                                                    | Eustache Le Sueur                        | década de 1650 década de 1640 |                                                  | Departamento de Pinturas do Louvre                                                                  | Sala 911                                                                           |
|        | Natureza morta com instrumentos musicais e um retrato de Richard Wagner                                   | Ferdinand Wagner                         | século XX                     |                                                  | No/unknown value                                                                                    |                                                                                    |
|        | Amor virtuoso                                                                                             | Guercino                                 | 1666                          |                                                  | No/unknown value                                                                                    |                                                                                    |
|        | Mulher com gato                                                                                           | Hans Baldung                             | 1529                          | Music and Prudence                               | Coleções de Pinturas do Estado da Baviera                                                           | Antiga Pinacoteca                                                                  |
|        | Mulher tocando espineta                                                                                   | Hans Makart                              | 1871                          |                                                  | Galeria Belvedere                                                                                   | Galeria Belvedere                                                                  |
|        | Os cinco sentidos e os quatro elementos                                                                   | Jacques Linard                           | 1627                          |                                                  | Departamento de Pinturas do Louvre Museu Nacional de Belas Artes de Argel                           |                                                                                    |
|        | Nina cantando la romance                                                                                  | No/unknown value Henri Nicolas van Gorp  | 1776                          |                                                  | Museu dos Agostinhos Musées Nationaux Récupération Departamento de Pinturas do Louvre               | Museu dos Agostinhos                                                               |
|        | Retrato de Anton Wilhelm Solnitz                                                                          | Herman van der Myn                       | 1743                          |                                                  | No/unknown value                                                                                    |                                                                                    |
|        | Retrato de um flautista                                                                                   | Jan Kupecký                              | 1709                          |                                                  | Museu Nacional Alemão                                                                               | Museu Nacional Alemão                                                              |
|        | Auto-retrato no Virginal com uma Criada                                                                   | Lavinia Fontana                          | 1577                          |                                                  | Academia de São Lucas                                                                               | Academia de São Lucas                                                              |
|        | Alegoria da Música                                                                                        | Lorenzo Lippi                            | século XVII                   |                                                  | No/unknown value                                                                                    |                                                                                    |
|        | A nova peça de música                                                                                     | Manuel Robbe                             | 1903                          |                                                  | No/unknown value                                                                                    |                                                                                    |
|        | Natureza-morta com um Violinista                                                                          | Mestre da Natureza-morta Acquavella      | década de 1620                |                                                  | No/unknown value                                                                                    |                                                                                    |
|        | Santa Cecília                                                                                             | Matteo Rosselli                          | década de 1610                |                                                  | Musei Diocesani                                                                                     | Musei Diocesani Prato                                                              |
|        | Santa Cecília com um Anjo                                                                                 | Orazio Gentileschi                       | década de 1610                |                                                  | Galeria Nacional de Arte Coleção Samuel H. Kress                                                    | Galeria Nacional de Arte                                                           |
|        | Menino tocando violino                                                                                    | Otto Piltz                               | década de 1900                |                                                  | No/unknown value                                                                                    |                                                                                    |
|        | Retrato de um Cão musical extraordinário                                                                  | Philip Reinagle                          | 1805                          |                                                  | Museu de Belas Artes da Virgínia                                                                    | Museu de Belas Artes da Virgínia Richmond                                          |
|        | Natureza-morta Vanitas                                                                                    | Pier Francesco Cittadini                 | século XVII                   |                                                  | No/unknown value                                                                                    |                                                                                    |
|        | Natureza-morta de instrumentos musicais                                                                   | Pieter de Ring                           | século XVII                   |                                                  | No/unknown value                                                                                    |                                                                                    |
|        | Concerto                                                                                                  | Roman Kramsztyk                          | 1918                          |                                                  | No/unknown value                                                                                    |                                                                                    |
|        | Trompe-l'œil de natureza-morta                                                                            | Sebastiano Lazzari                       | século XVIII                  |                                                  | No/unknown value                                                                                    |                                                                                    |
|        | Natureza-morta com jóias, instrumentos musicais e globo                                                   | No/unknown value                         | século XIX                    |                                                  | No/unknown value                                                                                    |                                                                                    |
|        | Natureza-morta com Instrumentos Musicais                                                                  | No/unknown value                         | 1862                          |                                                  | No/unknown value                                                                                    |                                                                                    |
|        | Natureza-morta com Instrumentos Musicais                                                                  | No/unknown value                         | 1862                          |                                                  | No/unknown value                                                                                    |                                                                                    |
|        | Ulisses reconhecendo Aquiles entre as Filhas de Lycomedes                                                 | Frans Francken                           | século XVII                   |                                                  | Departamento de Pinturas do Louvre                                                                  |                                                                                    |
|        | The Senses of Hearing, Touch and Taste                                                                    | Jan Brueghel, o Velho                    | 1618                          | The Five Senses in Two Paintings                 | Museu do Prado                                                                                      | Museu do Prado                                                                     |
|        | A Musical Company of Four Figures with a Small Boy Dancing                                                | Pieter de Hooch                          | 1682                          |                                                  | Berkshire Museum                                                                                    | Berkshire Museum                                                                   |
|        | Orpheus and Eurydice                                                                                      | No/unknown value                         | século XVII                   |                                                  | Metropolitan Museum of Art                                                                          | Metropolitan Museum of Art                                                         |
|        | Interior                                                                                                  | Allen Tucker                             | 1921                          |                                                  | Metropolitan Museum of Art                                                                          | Metropolitan Museum of Art                                                         |
|        | Calíope                                                                                                   | Giuseppe Fagnani                         | 1869                          |                                                  | Metropolitan Museum of Art                                                                          | Metropolitan Museum of Art                                                         |
|        | A Coroação da Virgem                                                                                      | Niccolò di Buonaccorso                   | década de 1380 1380           |                                                  | Metropolitan Museum of Art                                                                          | Metropolitan Museum of Art                                                         |
|        | Musical Group on a Balcony                                                                                | Gerard van Honthorst                     | 1622                          |                                                  | Museu J. Paul Getty                                                                                 | Museu J. Paul Getty                                                                |
|        | Watch: gallant scene in the Fragonard manner                                                              | No/unknown value                         | 1758                          |                                                  | Metropolitan Museum of Art                                                                          | Metropolitan Museum of Art                                                         |
|        | O Juízo Final, dentro da letra C                                                                          | Lorenzo Monaco                           | 1406                          |                                                  | Metropolitan Museum of Art                                                                          | Metropolitan Museum of Art                                                         |
|        | Three Figures in Costume                                                                                  | Marcel Vertès                            | século XX                     |                                                  | Metropolitan Museum of Art                                                                          | Metropolitan Museum of Art                                                         |
|        | Dancing in Colombia                                                                                       | Fernando Botero                          | 1980                          |                                                  | Metropolitan Museum of Art                                                                          | Metropolitan Museum of Art                                                         |
|        | As catedrais de Wall Street                                                                               | Florine Stettheimer                      | 1939                          |                                                  | Metropolitan Museum of Art                                                                          | Metropolitan Museum of Art                                                         |
|        | The Last Parade                                                                                           | Joyce Treiman                            | 1987                          |                                                  | Metropolitan Museum of Art                                                                          | Metropolitan Museum of Art                                                         |
|        | Vaudeville Act                                                                                            | Max Beckmann                             | década de 1930                |                                                  | Metropolitan Museum of Art                                                                          | Metropolitan Museum of Art                                                         |
|        | The Woodshed                                                                                              | Romare Bearden                           | 1969                          |                                                  | Metropolitan Museum of Art                                                                          | Metropolitan Museum of Art                                                         |
|        | Border Fragment with Musical Angel                                                                        | No/unknown value                         | 1140                          |                                                  | Metropolitan Museum of Art                                                                          | Metropolitan Museum of Art                                                         |
|        | Angel Playing Instrument                                                                                  | No/unknown value                         | século XV                     |                                                  | Metropolitan Museum of Art                                                                          | Metropolitan Museum of Art                                                         |
|        | The Music Lesson                                                                                          | Jacob Ochtervelt                         | 1671                          |                                                  | Art Institute of Chicago Demidov collection                                                         | Art Institute of Chicago                                                           |
|        | Still Life with Books and Musical Instruments                                                             | Jan Vermeulen                            | século XVII                   |                                                  | Museu Nacional de Arte da Dinamarca                                                                 | Museu Nacional de Arte da Dinamarca                                                |
|        | Board Partition with Musical Instruments. Trompe l'oeil                                                   | Cornelis Norbertus Gysbrechts            | 1672                          |                                                  | Museu Nacional de Arte da Dinamarca                                                                 | Museu Nacional de Arte da Dinamarca                                                |
|        | Girl with Rabbits                                                                                         | Frederick Stuart Church                  | 1886                          |                                                  | Museu Smithsonian de Arte Americana                                                                 | Museu Smithsonian de Arte Americana                                                |
|        | Trompe l'oeil with Violin, Music Book and Recorder                                                        | Cornelis Norbertus Gysbrechts            | 1672                          |                                                  | Museu Nacional de Arte da Dinamarca                                                                 | Museu Nacional de Arte da Dinamarca                                                |
|        | Sketch for Music (The Violinist)                                                                          | Thomas Eakins                            | 1904                          |                                                  | Museu de Arte de Filadélfia                                                                         | Museu de Arte de Filadélfia                                                        |
|        | Three Young Musicians                                                                                     | Antoine Le Nain                          | 1630                          |                                                  | Los Angeles County Museum of Art                                                                    | Los Angeles County Museum of Art                                                   |
|        | Divine Inspiration of Music                                                                               | Nicolas Régnier                          | 1640                          |                                                  | Los Angeles County Museum of Art                                                                    | Los Angeles County Museum of Art                                                   |
|        | Triunfo da morte                                                                                          | Felix Nussbaum                           | 1944                          |                                                  | Museu Felix Nussbaum                                                                                | Museu Felix Nussbaum                                                               |
|        | Natureza-morta                                                                                            | Edwart Collier                           | 1662                          |                                                  | Art Institute of Chicago                                                                            | Art Institute of Chicago                                                           |
|        | Natureza-morta vanitas                                                                                    | Edwart Collier                           | 1663                          |                                                  | Museu Nacional de Arte Ocidental                                                                    | Museu Nacional de Arte Ocidental Tóquio                                            |
|        | Os Pastores                                                                                               | Antoine Watteau                          | 1717                          |                                                  | Palácio de Charlottenburg                                                                           | Palácio de Charlottenburg Berlim                                                   |
|        | Marienkrönung                                                                                             | Guido Reni                               | 1607                          |                                                  | Museu Groeninge                                                                                     | Museu Groeninge                                                                    |
|        | Wandering musicians.                                                                                      | Christian Wilhelm Ernst Dietrich         | década de 1740                |                                                  | Museu Nacional de Varsóvia                                                                          | reserva técnica                                                                    |
|        | Two Musician Girls                                                                                        | Osman Hamdi Bey                          | 1880                          |                                                  | Museu de Pera                                                                                       | Museu de Pera                                                                      |
|        | Grupo de figuras tocando instrumentos                                                                     | Josep Maria Vidal-Quadras Villavecchia   | 1928                          |                                                  | Museu Pau Casals                                                                                    | Museu Pau Casals El Vendrell                                                       |
|        | A Palace Concert                                                                                          | Anonymous                                | século IX                     |                                                  | National Palace Museum                                                                              | National Palace Museum                                                             |
|        | Anne-Henriette de França                                                                                  | Jean-Marc Nattier                        | 1754                          |                                                  | Museu de História da França Palácio de Versalhes                                                    | Museu de História da França                                                        |
|        | Ossian Recebendo os Fantasmas dos Heróis Franceses                                                        | Anne-Louis Girodet                       | 1801                          |                                                  | Museu Nacional de Malmaison e Bois-Préau                                                            | Palácio de Malmaison Rueil-Malmaison                                               |
|        | Cena orientalista                                                                                         | Ramon Casas                              | 1902                          |                                                  | Museu do Modernismo Catalão                                                                         | Museu do Modernismo Catalão Barcelona                                              |
|        | Saint Michael Archangel                                                                                   | Master of Zafra                          | século XV                     |                                                  | Museu do Prado                                                                                      | Museu do Prado                                                                     |
|        | Act of Devotion by Rudolf I of Habsburg                                                                   | Peter Paul Rubens                        | 1625                          |                                                  | Museu do Prado                                                                                      | Museu do Prado Palácio Real de Madrid                                              |
|        | Adoration of the Shepherds                                                                                | Joachim Wtewael                          | 1625                          |                                                  | Museu do Prado                                                                                      | Museu do Prado Palácio Real de Aranjuez                                            |
|        | Village Feast                                                                                             | David Teniers, Filho                     | século XVII                   |                                                  | Museu do Prado                                                                                      | Museu do Prado Palácio Real de Aranjuez                                            |
|        | Three Itinerant Musicians                                                                                 | Jacob Jordaens                           | século XVII                   |                                                  | Museu do Prado                                                                                      | Museu do Prado                                                                     |
|        | The Vision in the Portiuncula                                                                             | Luis González Velázquez                  | 1760                          |                                                  | Museu do Prado                                                                                      | Museu do Prado                                                                     |
|        | Landscape with an architectural view surrounded by trompe-l’oeil elements symbolising the Arts            | Charles-Joseph Flipart                   | 1779                          |                                                  | Museu do Prado                                                                                      | Museu do Prado                                                                     |
|        | Landscape with an Architectural View                                                                      | Charles-Joseph Flipart                   | 1779                          |                                                  | Museu do Prado                                                                                      | Museu do Prado                                                                     |
|        | Rural Musicians                                                                                           | Adriaen van Ostade                       | 1645                          |                                                  | Museu Hermitage                                                                                     | Museu Hermitage                                                                    |
|        | Encontro musical                                                                                          | Philip Mercier                           | 1733                          |                                                  | National Portrait Gallery                                                                           | Beningbrough Hall                                                                  |
|        | O arcanjo Miguel com trombeta e orbe                                                                      | No/unknown value                         | século IX                     |                                                  | Museu Nacional de Varsóvia                                                                          | Museu Nacional de Varsóvia Varsóvia                                                |
|        | O Tocador de Gaita de foles                                                                               | David Teniers, Filho                     | 1650 século XVII              |                                                  | Departamento de Pinturas do Louvre                                                                  | Sala 857                                                                           |
|        | A Música                                                                                                  | No/unknown value                         | 1                             |                                                  | Metropolitan Museum of Art P. Fannius Synistor                                                      | Metropolitan Museum of Art                                                         |
|        | Virgem e o Menino com dois anjos músicos                                                                  | No/unknown value                         | século XVII                   |                                                  | Departamento de Pinturas do Louvre                                                                  | Louvre storage (depot)                                                             |
|        | A Virgem e o Menino rodeados por anjos                                                                    | Turino di Vanni                          | século XIV                    |                                                  | Departamento de Pinturas do Louvre                                                                  | Louvre storage (depot)                                                             |
|        | A Virgem e o Menino rodeados por quatro anjos e quatro santos                                             | Giuliano di Simone                       | século XIV                    |                                                  | Departamento de Pinturas do Louvre Campana collection                                               | Louvre storage (depot)                                                             |
|        | Baco e Ariadne                                                                                            | Johann Georg Platzer                     | século XVIII                  |                                                  | Departamento de Pinturas do Louvre                                                                  | Louvre storage (depot)                                                             |
|        | Revista às Tropas no tempo do Império                                                                     | Adrien Dauzats Hippolyte Bellangé        | 1862                          |                                                  | Departamento de Pinturas do Louvre                                                                  | Louvre storage (depot)                                                             |
|        | O Questor com um chocalho na mão                                                                          | David Teniers, Filho                     | 1671                          |                                                  | Departamento de Pinturas do Louvre                                                                  | Sala 857                                                                           |
|        | Festa na aldeia com um casal elegante                                                                     | David Teniers, Filho                     | 1652                          |                                                  | Departamento de Pinturas do Louvre                                                                  | Louvre storage (depot)                                                             |
|        | Alegoria das Artes                                                                                        | No/unknown value                         | século XVII                   |                                                  | Departamento de Pinturas do Louvre                                                                  | Louvre storage (depot)                                                             |
|        | Cristo, a Virgem, Santos e Anjos                                                                          | No/unknown value                         | século XVI                    |                                                  | Departamento de Pinturas do Louvre Musée national du Château de Fontainebleau                       | Musée national du Château de Fontainebleau                                         |
|        | Santa Cecília, patrícia romana                                                                            | Hyacinthe de Villiers                    | 1845                          |                                                  | Departamento de Pinturas do Louvre                                                                  | Louvre storage (depot)                                                             |
|        | A Adoração de pastores                                                                                    | Charles Le Brun                          | 1689                          |                                                  | Departamento de Pinturas do Louvre                                                                  | Sala 916 do Museu do Louvre                                                        |
|        | Dois anjos músicos                                                                                        | Philippe de Champaigne                   | 1648                          |                                                  | Departamento de Pinturas do Louvre                                                                  | Louvre storage (depot)                                                             |
|        | Paulistas Antigos, 1825                                                                                   | José Wasth Rodrigues                     |                               |                                                  | Coleção Museu Paulista                                                                              | São Paulo Museu do Ipiranga                                                        |
|        | The Bagpipe Player                                                                                        | Jacob Jordaens                           | década de 1640                |                                                  | King Baudouin Foundation Heritage Fund                                                              | Casa de Rubens                                                                     |
|        | Música (Concerto)                                                                                         | Waclaw Wasowicz                          | 1919                          |                                                  | Museu Nacional de Varsóvia                                                                          | Museu Nacional de Varsóvia                                                         |
|        | Three Children playing Music                                                                              | Jan Miense Molenaer                      | 1630                          |                                                  | No/unknown value                                                                                    | coleção particular                                                                 |
|        | The Solo                                                                                                  | Dirck Hals                               | 1630                          |                                                  | Academia de Belas-Artes de Viena                                                                    | Academia de Belas-Artes de Viena                                                   |
|        | Paisaje con barcos, pescadores y la Huida a Egipto                                                        | Giovanni Francesco Grimaldi              | século XVII                   |                                                  | Museu do Prado                                                                                      | Museu do Prado                                                                     |
|        | The Holy Family                                                                                           | Domenico Puligo                          | século XVI                    |                                                  | Museu do Prado                                                                                      | Museu do Prado Palácio Real de Aranjuez Palacio Real de La Granja de San Ildefonso |
|        | Vieja con una sonaja                                                                                      | Esteban March                            | século XVII                   |                                                  | Museu do Prado                                                                                      | Museu do Prado                                                                     |
|        | El Infierno                                                                                               | Pieter Huys                              | 1570                          |                                                  | Museu do Prado                                                                                      | Museu do Prado                                                                     |
|        | Fest Unserer Lieben Frau vom Wald                                                                         | Denijs van Alsloot                       | 1616                          |                                                  | Museu do Prado                                                                                      | Museu do Prado                                                                     |
|        | Manrique                                                                                                  | Horacio Lengo                            | 1887                          |                                                  | Museu do Prado                                                                                      | Museu do Prado                                                                     |
|        | Santa Cecilia                                                                                             | No/unknown value                         | século XVII                   |                                                  | Museu do Prado                                                                                      | Museu do Prado                                                                     |
|        | Soldado com Tambor - Estudo, 1893                                                                         | Rodrigues Soares                         | 1893                          |                                                  | Coleção Museu Paulista Coleção Museu da Força Pública do Estado de São Paulo                        | Museu do Ipiranga                                                                  |
|        | Paulistas, 1830                                                                                           | N. Petrili                               | 1830                          |                                                  | Coleção Museu Paulista Coleção Fundo Museu Paulista                                                 | Museu do Ipiranga                                                                  |
|        | Rancho de Tropeiros, 1840                                                                                 | Eunice Monteiro de Barros                | 1840                          |                                                  | Coleção Museu Paulista Coleção Fundo Museu Paulista                                                 | Museu do Ipiranga                                                                  |
|        | Paisaje con perspectiva arquitectónica y obelisco roto rodeado por cenefa decorativa en trampantojo       | Charles-Joseph Flipart                   | 1779                          |                                                  | Museu do Prado                                                                                      | Museu do Prado                                                                     |
|        | Attributes of Music                                                                                       | François Bonvin                          | 1863                          |                                                  | Museu de Arte de Cleveland                                                                          | Museu de Arte de Cleveland                                                         |
|        | Bullfighting in the Colosseum ruins                                                                       | Maarten van Heemskerck                   | 1552                          |                                                  | Palácio das Belas-Artes de Lille                                                                    | Palácio das Belas-Artes de Lille                                                   |
|        | The concert, Musical company, 1635-1645                                                                   | Jan van Bijlert                          | 1640                          |                                                  | Museu Municipal de Haia                                                                             | Museu Municipal de Haia                                                            |
|        | A Virgem Maria e o Menino Jesus e Anjos músicos                                                           | No/unknown value                         | 1500                          |                                                  | Museu Nacional de Arte Antiga                                                                       | Museu Nacional de Arte Antiga                                                      |
|        | A girl playing eastern musical instrument                                                                 | Vardges Sureniants                       |                               |                                                  | Galeria Nacional da Armênia                                                                         | Galeria Nacional da Armênia                                                        |
|        | Portrait of Marie-Antoinette of Austria                                                                   | Jean-Baptiste André Gautier-Dagoty       | 1775                          |                                                  | Museu de História da França Palácio de Versalhes                                                    |                                                                                    |
|        | Marie-Adélaïde of France, known as Madame Adélaïde                                                        | Jean-Marc Nattier                        | 1758                          |                                                  | Museu de História da França Palácio de Versalhes                                                    | Museu de História da França                                                        |
|        | La Vierge, l'Enfant et sainte Cécile                                                                      | Domenico Panetti                         | 1510                          |                                                  | Palácio das Belas-Artes de Lille                                                                    | Palácio das Belas-Artes de Lille                                                   |
|        | Гъдулар                                                                                                   | Ivan Milev                               | 1926                          |                                                  | Galeria de Arte Nacional                                                                            | Galeria de Arte Nacional                                                           |
|        | The Four Deities of Mount Kōya                                                                            | No/unknown value                         | século XVI                    |                                                  | Metropolitan Museum of Art                                                                          | Metropolitan Museum of Art                                                         |
|        | Seated Musician                                                                                           | No/unknown value                         | 1 de janeiro de 1599          |                                                  | Metropolitan Museum of Art                                                                          | Metropolitan Museum of Art                                                         |
|        | Female Chanter for Jōruri Puppet Theater                                                                  |                                          | 1920                          |                                                  | Metropolitan Museum of Art                                                                          | Metropolitan Museum of Art                                                         |
|        | Flowers (pink and white) and Leaves, Clappers                                                             | Shibata Zeshin                           | século XIX                    |                                                  | Metropolitan Museum of Art                                                                          | Metropolitan Museum of Art                                                         |
|        | Bodhisattva numa gruta de montanha tocando um instrumento de cordas                                       | No/unknown value                         | 1090                          |                                                  | Metropolitan Museum of Art                                                                          | Metropolitan Museum of Art                                                         |
|        | Krishna Dancing with Two Attendant Female Musicians                                                       | No/unknown value                         | 1 de janeiro de 1900          |                                                  | Metropolitan Museum of Art                                                                          | Metropolitan Museum of Art                                                         |
|        | Krishna and Radha Celebrating Holi                                                                        | No/unknown value                         | século XIX                    |                                                  | Metropolitan Museum of Art                                                                          | Metropolitan Museum of Art                                                         |
|        | Maharaja Bijay Singh in His Harem                                                                         | No/unknown value                         | 1770                          |                                                  | Metropolitan Museum of Art                                                                          | Metropolitan Museum of Art                                                         |
|        | Iniation Card (Tsakalis)                                                                                  | No/unknown value                         | século XV                     |                                                  | Metropolitan Museum of Art                                                                          | Metropolitan Museum of Art                                                         |
|        | Benten (Goddess of Love)                                                                                  | Katsushika Hokusai                       | 1 de janeiro de 1799          |                                                  | Metropolitan Museum of Art                                                                          | Metropolitan Museum of Art                                                         |
|        | A Female Musician Charms an Antelope                                                                      | No/unknown value                         | 1825                          |                                                  | Metropolitan Museum of Art                                                                          | Metropolitan Museum of Art                                                         |
|        | Bo Ya Plays the Qin as Zhong Ziqi Listens                                                                 | Kanō Motonobu                            | década de 1530                |                                                  | Metropolitan Museum of Art                                                                          | Metropolitan Museum of Art                                                         |
|        | Tartar Officer with Blond Lady Playing Musical Instruments                                                | No/unknown value                         | século XIX                    |                                                  | Metropolitan Museum of Art                                                                          | Metropolitan Museum of Art                                                         |
|        | Lady Su Hui and Her Verse Puzzle                                                                          | Qiu Ying                                 | século XVI                    |                                                  | Metropolitan Museum of Art                                                                          | Metropolitan Museum of Art                                                         |
|        | Gathering of Scholars at the Western Garden                                                               | No/unknown value                         | 1 de janeiro de 1639          |                                                  | Metropolitan Museum of Art                                                                          | Metropolitan Museum of Art                                                         |
|        | Vasant Ragini, Page from a Ragamala Series (Garland of Musical Modes)                                     | No/unknown value                         | século XVII                   |                                                  | Metropolitan Museum of Art                                                                          | Metropolitan Museum of Art                                                         |
|        | Three Girls Having Tea                                                                                    | Nishikawa Sukenobu                       | século XIX                    |                                                  | Metropolitan Museum of Art                                                                          | Metropolitan Museum of Art                                                         |
|        | Pleasure Quarters                                                                                         |                                          | 1 de janeiro de 1772          |                                                  | Metropolitan Museum of Art                                                                          | Metropolitan Museum of Art                                                         |
|        | Playing the zither for a crane                                                                            | No/unknown value                         | século XVI                    |                                                  | Metropolitan Museum of Art                                                                          | Metropolitan Museum of Art                                                         |
|        | Woman Putting on Finger Plectrums to Play the Koto                                                        | Utagawa Toyohiro                         | século XIX                    |                                                  | Metropolitan Museum of Art                                                                          | Metropolitan Museum of Art                                                         |
|        | Three Beauties                                                                                            | Nishikawa Sukenobu                       | século XVIII                  |                                                  | Metropolitan Museum of Art                                                                          | Metropolitan Museum of Art                                                         |
|        | Painting the Eyes on a Snow Rabbit                                                                        | Koryūsai                                 | 1780                          |                                                  | Metropolitan Museum of Art                                                                          | Metropolitan Museum of Art                                                         |
|        | Beauty Playing a Shamisen                                                                                 | No/unknown value                         | século XVII                   |                                                  | Metropolitan Museum of Art                                                                          | Metropolitan Museum of Art                                                         |
|        | Female Entertainer with Shamisen                                                                          | Hokuba                                   | século XIX                    |                                                  | Metropolitan Museum of Art                                                                          | Metropolitan Museum of Art                                                         |
|        | Three Beauties Playing Musical Instruments                                                                | Utagawa Kuniyoshi                        | século XIX                    |                                                  | Metropolitan Museum of Art                                                                          | Metropolitan Museum of Art                                                         |
|        | The Demon Queller Zhong Kui Giving His Sister Away in Marriage                                            |                                          | 1 de janeiro de 1319          |                                                  | Metropolitan Museum of Art                                                                          | Metropolitan Museum of Art                                                         |
|        | Brahma with Attendants and Musicians                                                                      | No/unknown value                         | século XVI                    |                                                  | Metropolitan Museum of Art                                                                          | Metropolitan Museum of Art                                                         |
|        | Singer and Sarinda Player                                                                                 | Sahib Ram                                | 1800                          |                                                  | Metropolitan Museum of Art                                                                          | Metropolitan Museum of Art                                                         |
|        | Panchama Ragini: Page from a Ragamala Series (Garland of Musical Modes)                                   | No/unknown value                         | 1640                          |                                                  | Metropolitan Museum of Art                                                                          | Metropolitan Museum of Art                                                         |
|        | A Lady Playing the Tanpura                                                                                | No/unknown value                         | 1735                          |                                                  | Metropolitan Museum of Art                                                                          | Metropolitan Museum of Art                                                         |
|        | Illustration from a Ragamala Series (Garland of Musical Modes)                                            | No/unknown value                         | século XVIII                  |                                                  | Metropolitan Museum of Art                                                                          | Metropolitan Museum of Art                                                         |
|        | A Wedding Scene                                                                                           | No/unknown value                         | século XVIII                  |                                                  | Metropolitan Museum of Art                                                                          | Metropolitan Museum of Art                                                         |
|        | Malkos Raga: Page from a Dispersed Ragamala Series (Garland of Musical Modes)                             | No/unknown value                         | século XVII                   |                                                  | Metropolitan Museum of Art                                                                          | Metropolitan Museum of Art                                                         |
|        | Setmalar Ragini: Folio from a ragamala series (Garland of Musical Modes)                                  | No/unknown value                         | século XVII                   |                                                  | Metropolitan Museum of Art                                                                          | Metropolitan Museum of Art                                                         |
|        | Lady Musician Playing a Sitar                                                                             | No/unknown value                         | 1800                          |                                                  | Metropolitan Museum of Art                                                                          | Metropolitan Museum of Art                                                         |
|        | Shri Raga: Folio from a ragamala series (Garland of Musical Modes)                                        | No/unknown value                         | século XVII                   |                                                  | Metropolitan Museum of Art                                                                          | Metropolitan Museum of Art                                                         |
|        | Kedar Ragini: Folio from a ragamala series (Garland of Musical Modes)                                     | Ruknuddin                                | 1 de janeiro de 1692          |                                                  | Metropolitan Museum of Art                                                                          | Metropolitan Museum of Art                                                         |
|        | Krishna Is Welcomed into Mathura: Page from a Dispersed Bhagavata Purana Manuscript                       | No/unknown value                         | século XVI                    | Dispersed Bhagavata Purana                       | Metropolitan Museum of Art                                                                          | Metropolitan Museum of Art                                                         |
|        | Offerings to the Goddess Palden Lhamo                                                                     | No/unknown value                         | século XVI                    |                                                  | Metropolitan Museum of Art                                                                          | Metropolitan Museum of Art                                                         |
|        | The Worshippers of Fire                                                                                   | Akseli Gallen-Kallela                    | década de 1910                |                                                  | Coleção de arte da cidade de Pori                                                                   | Museu de Arte de Pori                                                              |
|        | Marie Antoinette playing the harp at the French Court                                                     | Jean-Baptiste André Gautier-Dagoty       | 1775                          |                                                  | Museu de História da França Palácio de Versalhes                                                    | Palácio de Versalhes                                                               |
|        | Wall Panel                                                                                                | No/unknown value                         | 1770                          |                                                  | Khalili Collection: Enamels of the World                                                            |                                                                                    |
|        | Nicolas Bertin - Apollon et les Muses                                                                     | Nicolas Bertin                           | século XVIII                  |                                                  | Musée de Vulliod Saint-Germain                                                                      | Musée de Vulliod Saint-Germain                                                     |
|        | The Music Lesson                                                                                          | Jenny Berger-Desoras                     | 1815                          |                                                  | Bibliothèque Paul Marmottan                                                                         | Bibliothèque Paul Marmottan                                                        |
|        | Allegory of Sacred and Profane Love                                                                       | Michele Desubleo                         | século XVII                   |                                                  | Metropolitan Museum of Art                                                                          | Metropolitan Museum of Art                                                         |
|        | The Day's takings, dated 1855                                                                             | Reinhard Sebastian Zimmermann            | 1855                          |                                                  | Führermuseum Munich Central Collecting Point Mauerbach collection                                   | Führermuseum Munich Central Collecting Point Mauerbach Charterhouse                |
|        | Ceremonial scene with Abundance and Piping Pan                                                            | Robert Adam                              |                               |                                                  | Metropolitan Museum of Art                                                                          | Metropolitan Museum of Art                                                         |
|        | Saint Bonaventure and Saint Anthony of Padua                                                              |                                          |                               |                                                  | Metropolitan Museum of Art                                                                          | Metropolitan Museum of Art                                                         |
|        | Le Concert                                                                                                | David Teniers, Filho                     |                               |                                                  | Musée des Beaux-Arts de Chartres                                                                    | Musée des Beaux-Arts de Chartres                                                   |
|        | Coronation of Mary                                                                                        | Bicci di Lorenzo                         | 1430                          | Igreja da Santa Trindade                         | | Igreja da Santa Trindade                                                           |
|        | Stilleben mit Musikinstrumenten                                                                           | Evaristo Baschenis                       |                               |                                                  | Museu Wallraf–Richartz                                                                              | Museu Wallraf–Richartz                                                             |
|        | 明 仇英 柳下眠琴图轴                                                                                      | Qiu Ying                                 |                               |                                                  | Museu de Xangai                                                                                     | Museu de Xangai                                                                    |
|        | 明 丁云鹏 漉酒图轴                                                                                        | Ding Yunpeng                             |                               |                                                  | Museu de Xangai                                                                                     | Museu de Xangai                                                                    |
|        | Instruments de musique et tête de mort                                                                    | Pablo Picasso                            | 1914                          |                                                  | Collections du Lille Métropole - musée d'Art moderne, d'Art contemporain et d'Art brut              | Lille Métropole - musée d'Art moderne, d'Art contemporain et d'Art brut            |
|        | Instruments de musique sur une table                                                                      | Pablo Picasso                            | 1922                          |                                                  | Museu Picasso                                                                                       | Museu Picasso                                                                      |